# 迪爾克里克鎮區 (堪薩斯州艾倫縣)
迪爾克里克鎮區（英語：Deer Creek Township）為位在美國堪薩斯州艾倫縣的鎮區。2010年美国人口普查中該鎮區人口有129人。

## 地理
迪爾克里克鎮區涵蓋面積93.7平方（36.2平方英里），境內無城鎮設立。

### 墓園
根據美國地質調查局的資料，此鎮區僅有1座墓園：
- 普萊森特瓦利墓園（Pleasant Valley Cemetery）

## 人口統計
根據2010年美國人口普查，迪爾克里克鎮區人口有129人，人口密度為1.38人/平方公里。種族方面，90.7%為白人；0%為非裔美洲人；0.78%為美洲原住民；0.78%為亞洲人；0%為太平洋島民；0%為其他種族；另外有7.75%為兩個或以上的種族。而西班牙裔美國人或拉丁美洲人佔該鎮區人口的2.33%。

## 外部連結
- US-Counties.com
- City-Data.com （页面存档备份，存于）